# 杉本孝司
杉本 孝司（すぎもと たかし、1948年 - ）は、日本の言語学者。大阪大学名誉教授。

## 経歴
大阪外国語大学外国語学部卒業、大阪外国語大学大学院外国語学研究科修了、ハワイ大学大学院マノア校言語科学研究科修了。Ph.D.(linguistic)の学位を取得。
大阪外国語大学外国語学部助教授、教授、副学長を経て、2007年10月の統合により、大阪大学大学院言語文化研究科教授。2014年3月定年退職。大阪大学名誉教授。